# Retrato de Droeshout

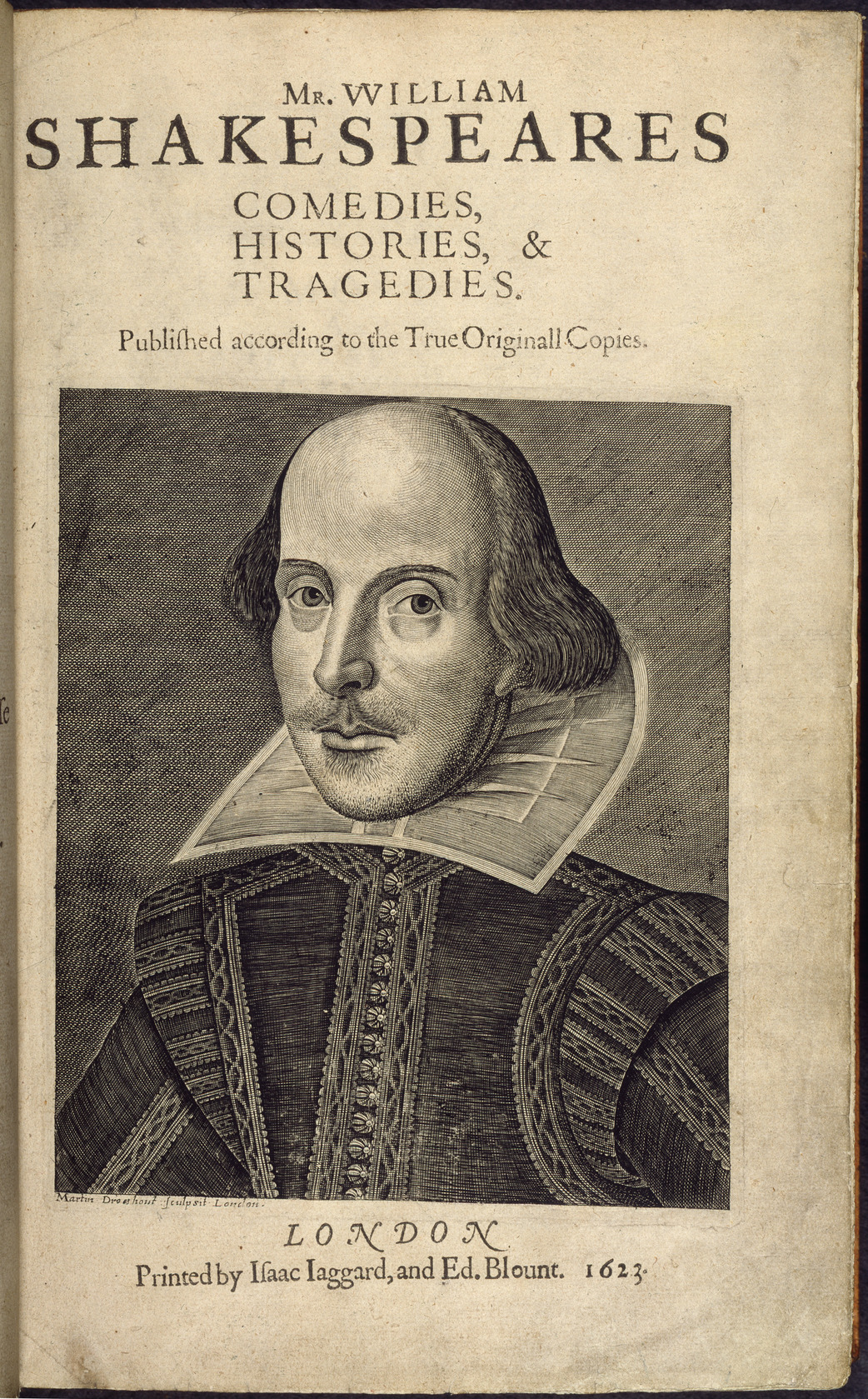
El retrato de William Shakespeare realizado por Droeshout en 1623, tal como aparece en la portada del primer folio. Este es el grabado en su versión final.

El retrato de Droeshout o grabado Droeshout es un retrato de William Shakespeare grabado por Martin Droeshout para la primera página del llamado First Folio, colección de las obras dramáticas de Shakespeare publicada en 1623. Es una de las únicas dos representaciones que se conocen del poeta y dramaturgo. La otra es la estatua erigida en su monumento funerario en Stratford-upon-Avon, pueblo del cual Shakespeare era originario. Ambas obras son póstumas.
Aunque su rol como retrato en la carátula de la publicación es típica de las costumbres de la época, se desconocen las circunstancias exactas en que se realizó el grabado. No se sabe a ciencia cierta cuál de los dos "Martin Droeshout" realizó el grabado y se desconoce en qué medida las facciones fueron copiadas de dibujos o pinturas existentes. Los críticos por lo general no se han mostrado impresionados por esta obra de arte, aunque el retrato ha tenido algunos defensores, y algunos de los estudiosos de la cuestión de la autoría de las obras de Shakespeare han sostenido que el retrato posee mensajes escondidos en él.